# Nico Rittmeyer
Nicholas Rittmeyer (Savannah, 13 ottobre 1993) è un ex calciatore statunitense naturalizzato guatemalteco, di ruolo centrocampista.

## Carriera

### Nazionale
Il 23 gennaio 2021 ha debuttato con la nazionale guatemalteca giocando l'amichevole vinta 1-0 contro Porto Rico.

## Statistiche

### Cronologia presenze e reti in nazionale
| Cronologia completa delle presenze e delle reti in nazionale ― Guatemala | Cronologia completa delle presenze e delle reti in nazionale ― Guatemala | Cronologia completa delle presenze e delle reti in nazionale ― Guatemala | Cronologia completa delle presenze e delle reti in nazionale ― Guatemala | Cronologia completa delle presenze e delle reti in nazionale ― Guatemala | Cronologia completa delle presenze e delle reti in nazionale ― Guatemala | Cronologia completa delle presenze e delle reti in nazionale ― Guatemala | Cronologia completa delle presenze e delle reti in nazionale ― Guatemala |
| Data                                                                     | Città                                                                    | In casa                                                                  | Risultato                                                                | Ospiti                                                                   | Competizione                                                             | Reti                                                                     | Note                                                                     |
| ------------------------------------------------------------------------ | ------------------------------------------------------------------------ | ------------------------------------------------------------------------ | ------------------------------------------------------------------------ | ------------------------------------------------------------------------ | ------------------------------------------------------------------------ | ------------------------------------------------------------------------ | ------------------------------------------------------------------------ |
| 23-1-2021                                                                | Città del Guatemala                                                      | Guatemala                                                                | 1 – 0                                                                    | Porto Rico                                                               | Amichevole                                                               | -                                                                        | 59’                                                                      |
| 24-2-2021                                                                | Città del Guatemala                                                      | Guatemala                                                                | 1 – 0                                                                    | Nicaragua                                                                | Amichevole                                                               | 1                                                                        | 71’                                                                      |
| 25-3-2021                                                                | Città del Guatemala                                                      | Guatemala                                                                | 1 – 0                                                                    | Cuba                                                                     | Qual. Mondiali 2022                                                      | -                                                                        | 88’                                                                      |
| Totale                                                                   |                                                                          | Presenze                                                                 | 3                                                                        |                                                                          | Reti                                                                     | 1                                                                        |                                                                          |